# Archinotodelphys antarcticus
Archinotodelphys antarcticus is een eenoogkreeftjessoort uit de familie van de Archinotodelphyidae. De wetenschappelijke naam van de soort werd voor het eerst geldig gepubliceerd in 2020 door Kim en Boxshall.